# Nowhere Men
Nowhere Men — серия комиксов, которую в 2012—2016 годах издавала компания Image Comics.

## Синопсис
Главными героями являются учёные Дейд Эллис, Саймон Гримшоу, Эмерсон Стрэндж и Томас Уокер. Они прославились, работая в World Corp. Однако в один момент всё поменялось.

## История создания
Стивенсон думал об идее создать комикс на протяжении 10 лет. После выхода первых 6 выпусков был перерыв в 3 года. Когда серия возобновилась, Эрик заявлял, что седьмой выпуск был в принципе готов ещё в 2013 году.

## Коллекционные издания
| Название                       | Тип            | Дата выхода    | Собранный материал | Кол-во страниц | ISBN                       | Предполагаемый объём продаж (первый месяц) |
| ------------------------------ | -------------- | -------------- | ------------------ | -------------- | -------------------------- | ------------------------------------------ |
| Vol. 1: Fates Worse Than Death | Мягкая обложка | 20 ноября 2013 | Nowhere Men #1-6   | 184            | 978-1607066910, 1607066912 | 4 142, позиция в Северной Америке — 7      |

## Отзывы
На сайте Comic Book Roundup серия имеет оценку 8,3 из 10 на основе 50 рецензий. Бенджамин Бейли из IGN дал первому выпуску 7,4 балла из 10 и написал, что персонажи нарисованы хорошо, а бэкграунд — не очень. Третьему выпуску он поставил оценку 9 из 10 и посчитал, что главным достоинством комикса является многослойность истории. Брайан Бэннен из Newsarama присвоил дебютному выпуску 6 баллов из 10 и отметил, что первая его половина сильнее, чем вторая. Джен Апрахамян из Comic Vine вручила шестому выпуску 5 звёзд из 5 и подчеркнула, что это «яркий пример того, как [нужно] закончить [сюжетную] арку».

## Награды и номинации
| Год  | Награда      | Категория              | Результат | Пр.    |
| ---- | ------------ | ---------------------- | --------- | ------ |
| 2014 | Eisner Award | Best Continuing Series | Номинация | [ 12 ] |